# Palazzo Mannajuolo

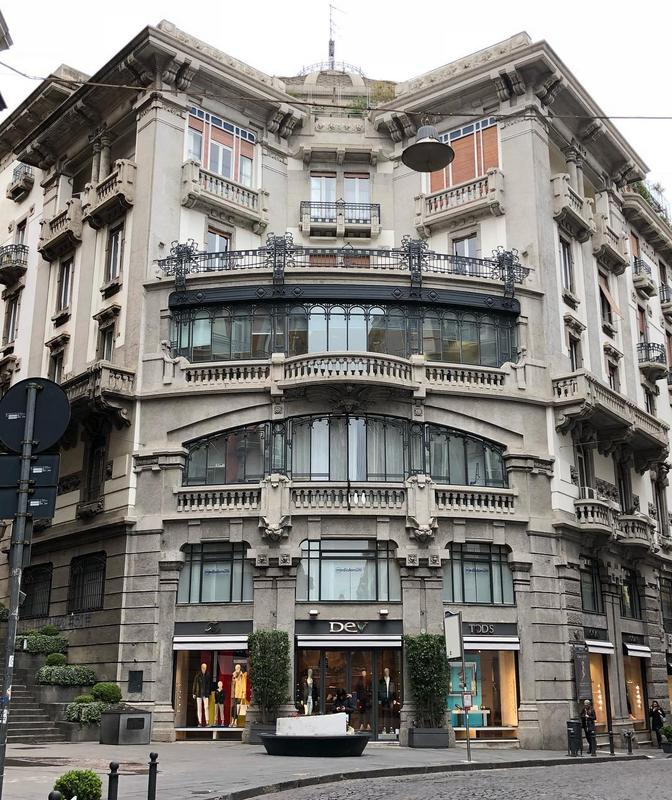
Palazzo Mannajuolo in Neapel

Der Palazzo Mannajuolo ist ein Jugendstilpalast aus dem 20. Jahrhundert im Viertel San Ferdinando in Neapel in der italienischen Region Kampanien. Er liegt in der Via Gaetano Filangieri.

## Geschichte
Das Gebäude wurde von Giulio Ulisse Arata in Zusammenarbeit mit den Bauingenieuren Gioacchino Luigi Mellucci und Giuseppe Mannajuolo (letzterer Eigentümer des bebauten Grundstücks) projektiert und realisiert, wobei sie eine der damals modernsten Bautechniken anwandten: Stahlbeton. Der Palast wurde zwischen 1909 und 1911 errichtet.
2017 wurden dort einige Szenen des Films Napoli velata des Regisseurs Ferzan Özpetek gedreht.

## Beschreibung
Das Gebäude ist von den Erfahrungen des Jugendstils und von der Wahl eines lokalen Stils, wie dem des Neubarock aus dem Neapel des 17. und 18. Jahrhunderts, beeinflusst. Insbesondere manifestiert sich Letztgenannter in der bühnenreifen Lage des Gebäudes, das sich am Ende der Via dei Mille erhebt.
Die Komposition zeigt sich im mittleren Teil der ellipsoidalen Matrix, die durch das Spiel von vollen und leeren Räumen und den Einsatz großer Glasflächen gekennzeichnet ist; im Mittelteil des Gebäudes ist die ebenfalls ellipoidale Haupttreppe in freitragendem Marmor mit einer Balustrade aus Schmiedeeisen eingebaut.

## Bildergalerie

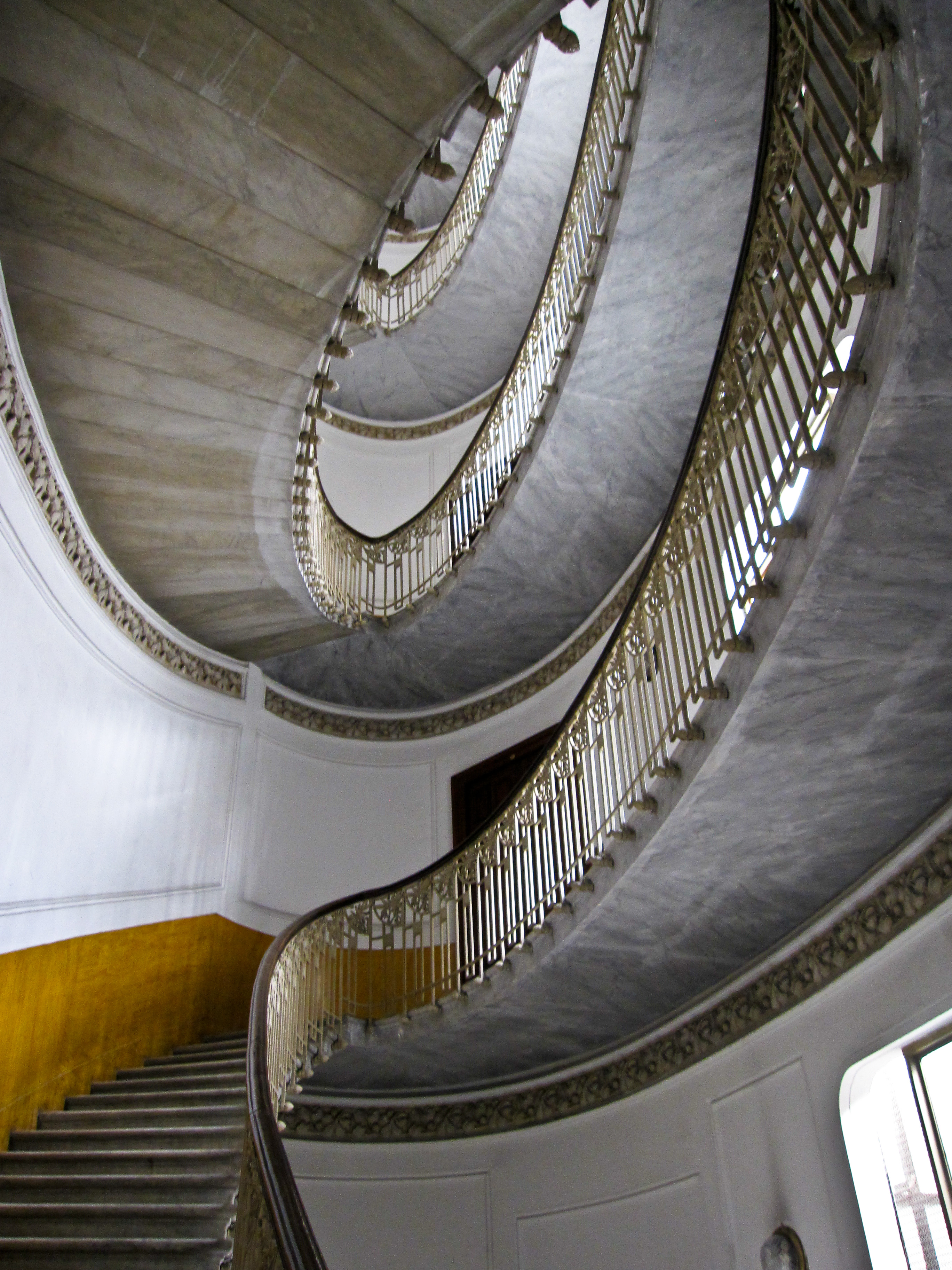
Die Haupttreppe im Inneren des Palastes
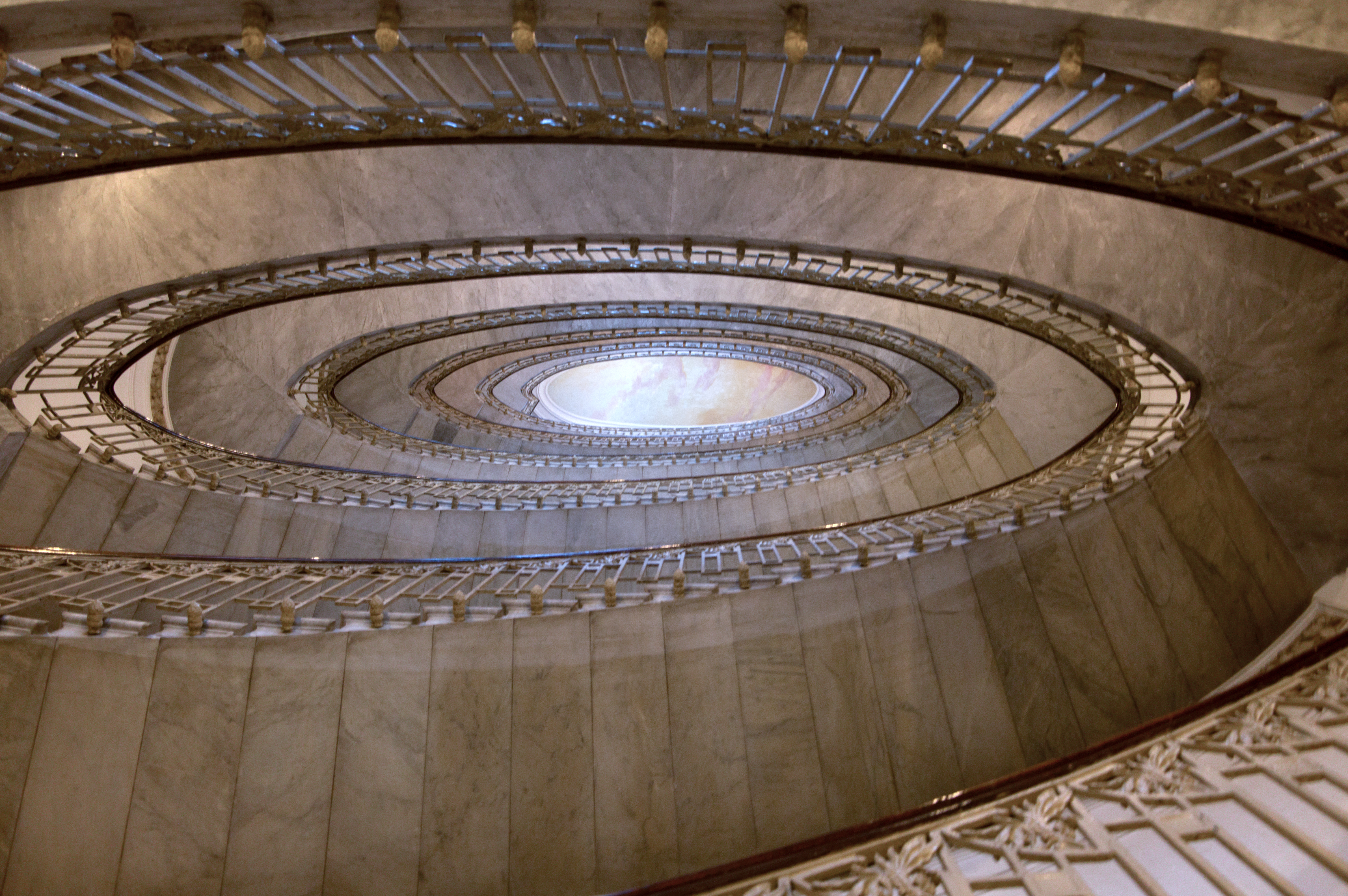
Überblick über die ellipsoidale Treppe
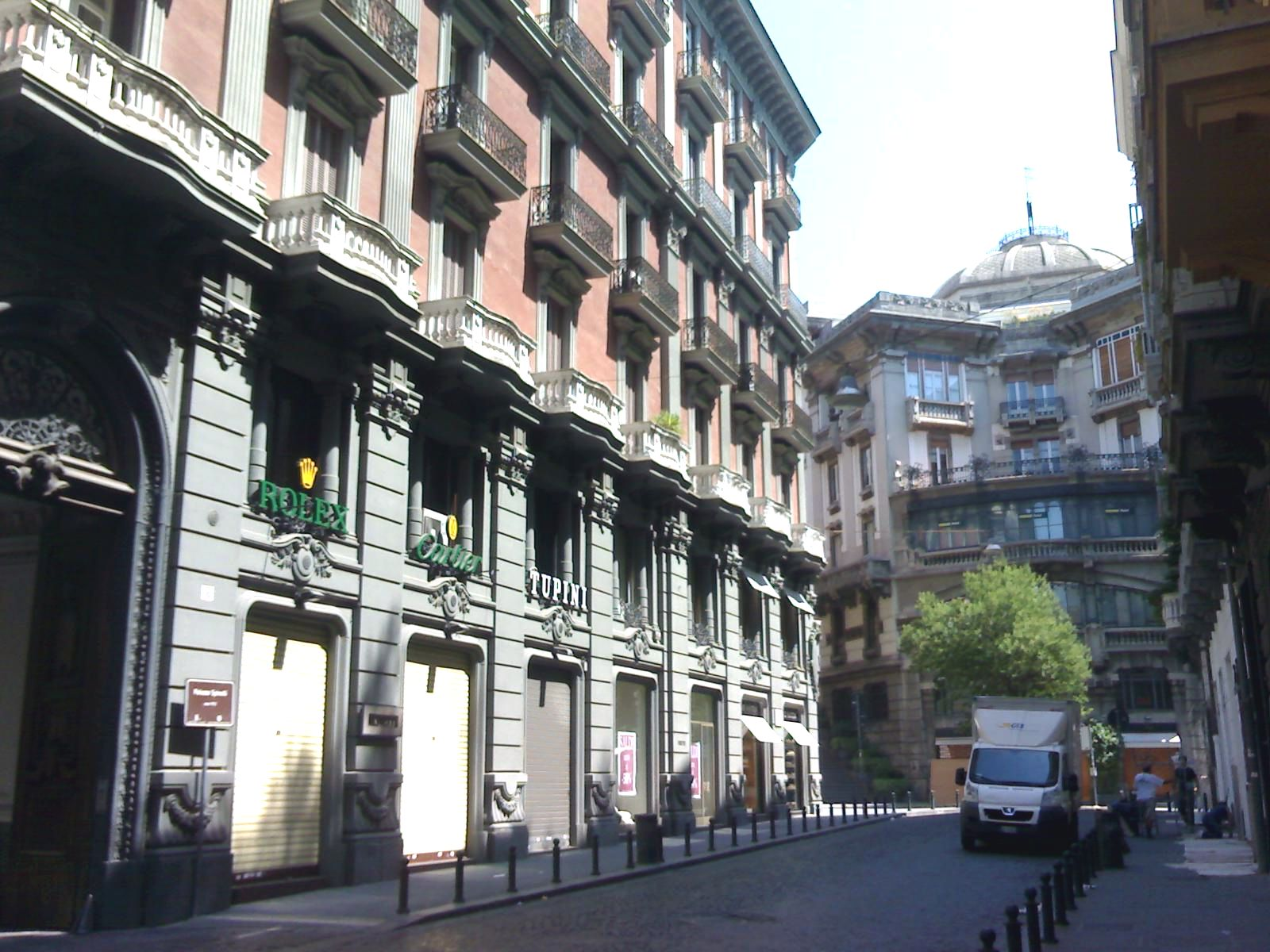
Der Palast von der Via dei Mille aus